# تپه لجنا
تپه لجنا مربوط به سده‌های میانه دوران‌های تاریخی پس از اسلام است و در شهرستان ملایر، بخش سامن، دهستان سامن، روستای امیرالامرا واقع شده و این اثر در تاریخ ۲۵ آبان ۱۳۸۷ با شمارهٔ ثبت ۲۳۶۶۷ به‌عنوان یکی از آثار ملی ایران به ثبت رسیده است.